# Zadié
Zadié es un departamento de la provincia de Ogooué-Ivindo en Gabón. En octubre de 2013 presentaba una población censada de 15 816 habitantes. Su chef-lieu es Mékambo.
Se encuentra ubicado en el noreste del país y su territorio es fronterizo con la República del Congo. Recibe su topónimo del río Zadié, un afluente del río Ivindo que fluye por el departamento.

## Subdivisiones
Contiene cinco subdivisiones de tercer nivel (población en 2013):
- Comuna de Mékambo (6744 habitantes)
- Cantón de Djouah (2636 habitantes)
- Cantón de Loué (3928 habitantes)
- Cantón de Bengoué (1123 habitantes)
- Cantón de Sassamongo (1385 habitantes)